# Balaton-felvidéki Kéktúra
A Balaton-felvidéki Kéktúra (illetve Balatoni Kéktúra, röviden BFKÉK) egy túraútvonal, és a hozzá kapcsolódó jelvényszerző, útkövető túramozgalom a Balaton-felvidéken. Karbantartója a Veszprém Megyei Természetbarát Szövetség. A kb. 100 kilométeres, Pétfürdőtől Badacsonyig húzódó, kék sáv jelzésű útvonalat 1996-ban alakították ki.

## Útvonala
Az útvonal jelzéseit 2009-ben felújították, ekkor a nyomvonalon is végrehajtottak kisebb korrekciókat. Bár jelzése kék sáv, mégsem képezi az Országos Kékkör útvonalainak részét.
A túra megszakításokkal, tetszőleges irányban teljesíthető. A túra teljesítésének igazolása az útvonalra kihelyezett bélyegzőkkel, vagy bármilyen, a helyszínekre utaló vállalkozói, intézményi bélyegzővel lehetséges.
| Sorszám  | Végpontok                                     | Táv     | Szintkülönbség (fel / le) |
| -------- | --------------------------------------------- | ------- | ------------------------- |
| 1        | Pétfürdő vasútállomás – Litér                 | 14 km   | +275 m / -235 m           |
| 2        | Litér – Balatonalmádi vasútállomás            | 11,5 km | +90 m / -160 m            |
| 3        | Balatonalmádi vasútállomás – Alsóörs          | 6,7 km  | +180 m / -150 m           |
| 4        | Alsóörs – Csopak, Nosztori völgy              | 5,3 km  | +200 m / -170 m           |
| 5        | Csopak, Nosztori völgy – Balatonfüred         | 6,2 km  | +285 m / -295 m           |
| 6        | Balatonfüred – Hajagos-völgy                  | 7 km    | +190 m / -30 m            |
| 7        | Hajagos-völgy – Hideg-hegy                    | 8,5 km  | +230 m / -180 m           |
| 8        | Hideg-hegy – Szentantalfa                     | 10,3 km | +90 m / -265 m            |
| 9        | Szentantalfa – Kővágóörs                      | 12 km   | +220 m / -260 m           |
| 10       | Kővágóörs – Salföld                           | 6 km    | +10 m / - 30 m            |
| 11       | Salföld – Badacsony, vasútállomás/hajóállomás | 6,5 km  | +160 m / -193 m           |
| Összesen | Összesen                                      | 94 km   |                           |

## További információ
- Balatoni kék 100 kilométeren át. www.turistamagazin.hu. (Hozzáférés: 2019. január 31.)
- Igazolólap. (Hozzáférés: 2019. január 31.)[halott link]
- Új Igazolólap (https://www.vmtszveszprem.hu/doku/BFK.pdf)
- Útvonaltérkép: Turistautak | Balaton-felvidéki / Balatoni Kéktúra (Pétfürdő - Balatonfüred - Badacsony). turistautak.openstreetmap.hu. (Hozzáférés: 2019. január 31.)